# Tschechoslowakischer Nationalausschuss (1918)

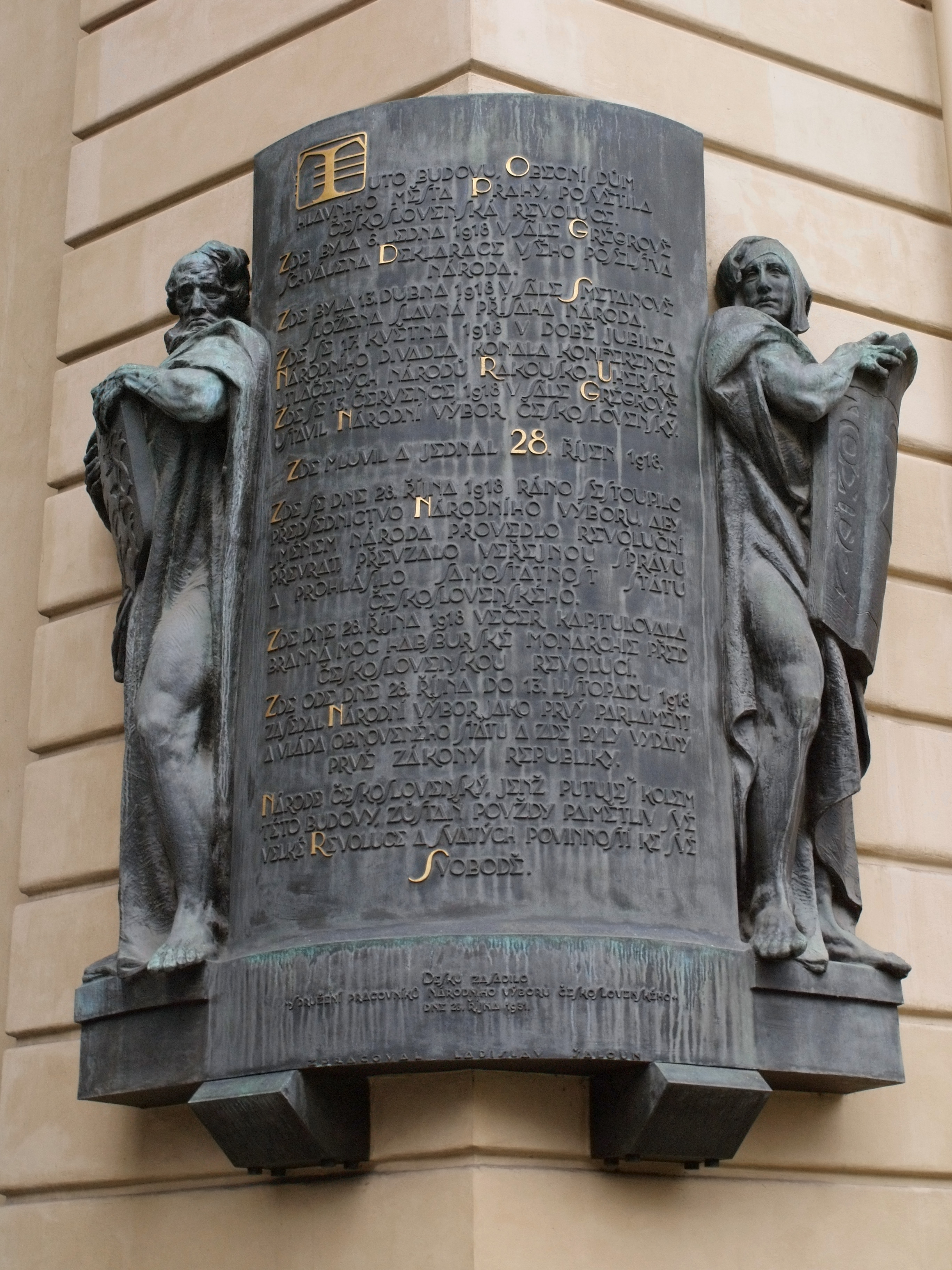
Gedenktafel am Prager Obecní dům. Hier wurde der Tschechoslowakische Nationalausschuss gegründet und hier tagte er bis zu seiner Auflösung.

Der Tschechoslowakische Nationalausschuss (Národní výbor československý, NVČ) war zu Ende des Ersten Weltkrieges das oberste Organ tschechischer (später tschechoslowakischer) Politik. Er wurde am 13. Juli 1918 in Prag gegründet und bestand aus einem breiten Bündnis der politischen Parteien. Sein Programm war die Gründung eines selbstständigen tschechoslowakischen Staates nach der erwarteten Kapitulation der Österreichisch-Ungarischen Monarchie. Mitglieder des Nationalausschusses brachten am 28. Oktober 1918 die österreichischen Ämter, insbesondere die böhmische Statthalterei, und die Militärgarnison in Prag in ihre Gewalt und proklamierten die Gründung des selbstständigen tschechoslowakischen Staates. Der Ausschuss bestand parallel zum Pariser Nationalausschuss. Mit der Bildung der ersten tschechoslowakischen Regierung im November 1918 beendete er seine Tätigkeit.

## Geschichte

### Der Vorläufer: Nationalausschuss (1916)
Tschechische Abgeordnete des Wiener Reichsrates gründeten am 19. November 1916 in Prag die Tschechische Union (Český svaz), ein parlamentarisches Bündnis von neun Parteien. Sie wollten ihre Zusammenarbeit verbessern und so die tschechischen Forderungen gegenüber der Wiener Regierung wirksamer durchsetzen. Als unterstützendes Gremium entstand gleichzeitig der siebzehnköpfige Nationalausschuss (Národní výbor), der sich aus Vertretern aller tschechischen Parteien zusammensetzte. Sein Vorsitzender war Karel Mattuš, ein Politiker der alttschechischen Partei, einen wichtigen Einfluss im Gremium hatte der Agrarier Antonín Švehla. Die Tschechische Union und der Nationalausschuss erklärten ihre völlige Loyalität gegenüber der Habsburger Monarchie. Tschechische Politiker lehnten zu diesem Zeitpunkt die Idee eines selbstständigen tschechoslowakischen Staates mehrheitlich ab. Dieses Ziel verfolgte jedoch Tomáš Garrigue Masaryk, der im Exil im Februar 1916 den Tschechischen (später Tschechoslowakischen) Nationalrat gründete.

### Tschechoslowakischer Nationalausschuss (1918)
Im Laufe des Krieges änderte sich die Haltung der tschechischen Bevölkerung und der Politiker zur Österreichisch-Ungarischen Monarchie. Forderungen nach einem radikalen Bruch und nach einem selbstständigen tschechoslowakischen Staat wurden laut. Ermutigt wurden die Menschen auch durch den Friedensplan des amerikanischen Präsidenten Woodrow Wilson, dessen 14-Punkte-Programm das Recht auf Autonomie für die Völker von Österreich-Ungarn enthielt.
In dieser veränderten politischen Lage haben tschechische Politiker den Nationalausschuss am 13. Juli 1918 reorganisiert bzw. neu gegründet, jetzt unter dem Namen Tschechoslowakischer Nationalausschuss (Národní výbor československý). Der Ausschuss nannte sich bewusst tschechoslowakisch, hatte aber nur tschechische Mitglieder. Ein Grund war die Sorge slowakischer Politiker vor Inhaftierungen, denn in der ungarischen Reichshälfte wurden Oppositionelle viel härter verfolgt als in der österreichischen Reichshälfte.
Auf einen Vorschlag von Antonín Švehla waren die politischen Parteien im Nationalausschuss im gleichen Verhältnis vertreten, wie es den letzten Reichsratswahlen von 1911 entsprach. Das Gremium hatte anfangs 38 Mitglieder (die Mitgliederzahl wuchs bis zum Umsturz am 28. Oktober auf 42) und setzte sich folgendermaßen zusammen:
- Česká strana sociálně demokratická (Tschechische Sozialdemokratische Partei) – 10 Delegierte
- Česká strana agrární (Tschechische Agrarpartei) – 9 Delegierte
- Česká strana státoprávně demokratická (Tschechische staatsrechliche Demokratie) – 9 Delegierte
- Česká strana národně sociální (Tschechische National-Soziale Partei) – 4 Delegierte
- katholische Parteien – 4 Delegierte
- Národní strana (Staročeši) (Nationalpartei, Alttschechen) – 1 Delegierter
- Česká strana pokroková, Realisten (Tschechische Fortschrittspartei, Realisten) – 1 Delegierter

Zum Vorsitzenden wählte das Gremium Karel Kramář, seine Stellvertreter waren Antonín Švehla und Václav Klofáč, Geschäftsführer war František Soukup und Sekretär František Staněk.
Der Nationalausschuss war das oberste Organ tschechoslowakischer Politik im Inland und wurde getragen von einem breiten Bündnis der Parteien. Im Namen des tschechoslowakischen Volkes erklärte er, dass er mit der Wiener Regierung nicht mehr über Autonomie verhandeln wird. Er forderte die Bildung eines selbstständigen tschechoslowakischen Staates und bereitete sich auf die Machtübernahme nach der erwarteten Kapitulation der Österreichisch-Ungarischen Monarchie vor. Die Vorbereitungen waren wichtig, damit Chaos und gewalttätige Ausschreitungen vermieden werden und die Versorgung der Bevölkerung mit lebenswichtigen Gütern in der kritischen Übergangszeit sichergestellt wird.
Das zentrale Büro im Prager Obecní dům leitete die Arbeit von Fachkommissionen wie der Verfassungs-, der Wirtschafts-, Auslands-, Finanz-, Minderheiten-, gesellschaftspolitischer und der Pressekommission. Hier entstanden Vorschläge für die ersten politischen, wirtschaftlichen und rechtlichen Maßnahmen des selbstständigen Staates. Der antiösterreichische Widerstand im Untergrund war in der Geheimorganisation Maffie konzentriert, dort wirkten auch viele Mitglieder des Nationalausschusses mit. Es entstand auch ein Netz lokaler Nationalausschüsse, sie sollten als Vertreter des neuen Staates zum geeigneten Zeitpunkt die Verantwortung in den Regionen übernehmen.
Unter der Leitung Švehlas wurde durch Beratung von Gesetzen und Aufstellung von örtlichen Behörden der Übergang der Staatsgewalt nach dem erwarteten Zerfall Österreich-Ungarns vorbereitet. Vorsorglich bemühte der Ausschuß sich auch um die ausreichende Lebensmittelversorgung der tschechischen Gebiete.

### Ereignisse im Oktober 1918
Aktivitäten des antihabsburgischen Widerstandes im Exil koordinierte der Tschechoslowakische Nationalrat. Aus ihm bildete sich am 14. Oktober 1918 die provisorische tschechoslowakische Exilregierung, sie wurde von den Staaten der Entente als die legitime Vertretung des künftigen tschechoslowakischen Staates anerkannt.
Eine Delegation des Tschechoslowakischen Nationalausschusses, geleitet von seinem Vorsitzenden Karel Kramář, führte vom 28. bis 31. Oktober in Genf Verhandlungen mit Edvard Beneš, dem Repräsentanten des Exils. Man entschied, dass der zukünftige Staat eine Republik (keine Monarchie) mit Präsident Tomáš Garrigue Masaryk an der Spitze sein sollte, und man einigte sich auf die personelle Besetzung der Regierungsämter. Der Umsturz sollte nach der Kapitulation von Österreich-Ungarn geschehen, sie wurde im Frühjahr 1919 erwartet.
Die Ereignisse in Prag überholten jedoch diese Gespräche. Bereits am 28. Oktober, nachdem die Andrássy-Note bekannt wurde, kam es in Prag zu spontanen Demonstrationen und Proklamation des selbstständigen tschechoslowakischen Staates. Die in Prag anwesenden Vertreter des Nationalausschusses – Antonín Švehla, Alois Rašín, Jiří Stříbrný, František Soukup und Vavro Šrobár, später „Männer des 28. Oktober“ genannt, – nutzten die Gelegenheit, brachten die österreichischen Ämter und die Militärgarnison unter ihre Kontrolle und gaben das Gesetz über die Errichtung des selbstständigen tschechoslowakischen Staates heraus. In diesem sogenannten Rezeptionsgesetz erklärte der Nationalausschuss die vorläufige Übernahme der österreichisch-ungarischen Gesetze und der Verwaltung und unterstellte alle Behörden Institutionen auf dem Gebiet der Tschechoslowakei seiner Gewalt. Der Nationalausschuss erklärte sich zur höchsten gesetzgebenden und Exekutivgewalt.
Die Slowakei trat zum gemeinsamen Staat mit der Martiner Deklaration am 30. Oktober 1918 bei.

### Auflösung des Nationalausschusses
Der Tschechoslowakische Nationalausschuss beendete seine Tätigkeit am 14. November 1918. An diesem Tag kam die Revolutionäre Nationalversammlung zusammen, entzog in einer feierlichen Sitzung der Habsburger-Lothringer Dynastie alle Rechte am Böhmischen Thron, erklärte den neuen Staat zu einer Republik und wählte einstimmig Tomáš Garrigue Masaryk zum Präsidenten. Die neue Regierung des Premierministers Karel Kramář setzte sich hauptsächlich aus Mitgliedern des Nationalausschusses und der Exilregierung zusammen.